# (2049) Grietje
(2049) Grietje est un astéroïde de la ceinture principale de la famille de Hungaria.

## Description
(2049) Grietje est un astéroïde de la ceinture principale, de la famille de Hungaria. Il présente une orbite caractérisée par un demi-grand axe de 1,95 UA, une excentricité de 0,08 et une inclinaison de 24,4° par rapport à l'écliptique.

## Nom
L'astéroïde a été nommé en l'honneur de Grietje A. M. Haring-Gehrels, une personne exceptionnelle, belle-sœur de l'astronome Tom Gehrels, le découvreur.

## Compléments